# Joseph-Hector Fiocco
Joseph-Hector Fiocco est un musicien et compositeur, né et mort à Bruxelles (20 janvier 1703 - 22 juin 1741),.

## Biographie
Le père de Fiocco, Pietro Antonio Fiocco, lui-même musicien, quitte Venise pour s'installer à Bruxelles en 1682. C'est son père, puis Jean-Joseph, un demi-frère compositeur et chef de chœur, qui assurent sa formation musicale et il devient violoniste. Il est nommé maître de chant en 1731 à la cathédrale d'Anvers. En 1737 il retourne à Bruxelles, où il occupe la même fonction à l'église Sainte Gudule. Il est également professeur de grec et de latin.
À côté de la formation des petits chantres, il consacre beaucoup d'attention à la composition de musique religieuse, telle que les neuf Leçons de Ténèbres. Il meurt à 38 ans.

## Œuvre
Fiocco laisse :
- sous forme de manuscrits, de nombreuses œuvres vocales religieuses (motets, messes, leçons de ténèbres) dont :
  - Missa solemnis[3]
  - Missa Sanctæ Cæciliæ
— En Belgique où le compositeur passa sa vie, ces messes de Fiocco sont particulièrement appréciées, en faveur des célébrations solennelles : [vidéo] « Une messe Sanctæ Cæciliæ pour la Toussaint 2016 », sur YouTube.
  - motets[4]
    - Salve Regina
    - Alma redemptris Mater
    - O beatissima Virgo Maria
    - Laudate pueri Dominium
- Pièces de Clavecin, un recueil imprimé à Bruxelles (vers 1730) de deux suites pour clavecin dédiées au duc d'Arenberg qui incorporent des pièces de facture tantôt française, tantôt italienne. Après plusieurs pièces dans la tradition de Couperin, la première suite se termine par une sonate en quatre mouvements dans le style italien : adagio, allegro, andante, vivace.

- Première suite

1. L'Angloise. Rondeau. Légèrement
2. L'Armonieuse. Tendrement & lié
3. La Plaintive. Gracieux
4. La Villageoise. Gayement
5. Les Promenades
6. L'Inconstante. Modérément
7. L'Italienne. Gracieusement
8. La Françoise. Gracieusement
9. Adagio
10. Allegro
11. Andante
12. Vivace

- Deuxième suite

1. Allemande. Modérément
2. La Légère
3. Gigue. Légèrement
4. Sarabande. Tendrement
5. L'Inquiette. Rondeau
6. Gavotte. Gayement
7. Menuet ; 2e menuet
8. Les Sauterelles. Modérément & lié
9. L'Agitée. Rondeau
10. Les Zéphirs. Rondeau
11. La Musette. Tendrement
12. La Fringante. Gayement

## Discographie
- Missa solemnis, Trois Leçons de Ténèbres pour le jeudi saint - Bernadette Degelin, Luc De Meulenaere, Howard Crook, Michel Verschaeve ; Bernadette Degelin, soprano ; Roel Dieltiens, viole de gambe ; Philippe Malfait, téorbe ; Jean Ferrard, orgue ; Musica Polyphonica, dir. Louis Devos (1984, Erato NUM 75173) (OCLC 873085151)
- Lamentations pour la Semaine Sainte - Greta De Reyghere, soprano, Jan Van Der Crabben, baryton, Groupe C (enregistré en septembre 2003 à Mont-Saint-Guibert, Belgique ; CD assai 222532 - MU750)
- Pièces de clavecin - Ton Koopman, clavecin Van der Elsche du musée d'Anvers (1989, 2CD Astrée E7731) (OCLC 954176187)
- Pièces de clavecin - Ewald Demeyere, clavecin (28 août 2012, 2CD Accent) (OCLC 808614975)
- Petits Motets - Scherzi Musicali, dir. Nicolas Achten (2010, Musique en Wallonie MEW 1054) (OCLC 822870554)
- Petits Motets, vol. 2 - Scherzi Musicali, dir. Nicolas Achten (2017, Musique en Wallonie MEW 1682) (OCLC 985194512)
- Flemish Requiem - Cantol X, dir. Frank Agsteribbe (2019, Et'cetera).

## Partitions
- Missa solemnis (partition de chœur SATB), Géry Lemaire (reconstitution), A. Nève de Mévergnies (révision et continuo), Éditions Costallat n° C.3473(9), Paris 1968, 96 p.[5],[6]